# Cayo Paredón Grande
Cayo Paredón Grande är en ö i Kuba.   Den ligger i provinsen Provincia de Camagüey, i den östra delen av landet, 400 km öster om huvudstaden Havanna. Arean är 15,4 kvadratkilometer.
Terrängen på Cayo Paredón Grande är mycket platt. Öns högsta punkt är 8 meter över havet. Den sträcker sig 5,7 kilometer i nord-sydlig riktning, och 11,1 kilometer i öst-västlig riktning.
I Cayo Paredón Grande finns 4 stränder.  Playa Del Norte i norr, Playa Los Lirios i väster, Playa Los Pinos i nordost och Playa Los Gatos i öster.